# Buffalo Bills 2025
La stagione 2025 dei Buffalo Bills sarà la 66ª della franchigia, la 56ª nella National Football League, l'undicesima stagione completa sotto la proprietà di Terry e Kim Pegula e la nona con Sean McDermott come capo-allenatore e Brandon Beane come direttore generale. I Bills cercheranno di migliorare i loro record del 2024 di 13 vittorie e 4 sconfitte e di raggiungere la loro settima stagione consecutiva vincente.
Segnerà l'ultima stagione dei Bills disputata nell'attuale Highmark Stadium, in quanto il New Highmark Stadium verrà inaugurato nella stagione 2026.
Sarà la prima stagione dal 2016 senza la safety Micah Hyde, poiché annunciò il suo ritiro il 27 gennaio.

## Movimenti di mercato

### Free-agent acquisiti
| Free agent acquisiti dai Bills |                   |       |     |                       |
| Data                           | Giocatore         | Ruolo | Età | Squadra 2024          |
| 7 gennaio 2025                 | Jake Camarda      | P     | 26  | Tampa Bay Buccaneers  |
| 10 marzo 2025                  | Josh Palmer       | WR    | 25  | Los Angeles Chargers  |
| 11 marzo 2025                  | Michael Hoecht    | DE    | 27  | Los Angeles Rams      |
| 11 marzo 2025                  | Joey Bosa         | DE    | 29  | Los Angeles Chargers  |
| 12 marzo 2025                  | Larry Ogunjobi    | DT    | 30  | Pittsburgh Steelers   |
| 12 marzo 2025                  | Darrick Forrest   | S     | 25  | Washington Commanders |
| 13 marzo 2025                  | Laviska Shenault  | WR    | 26  | Los Angeles Chargers  |
| 14 marzo 2025                  | Dane Jackson      | CB    | 28  | Carolina Panthers     |
| 14 marzo 2025                  | Kendrick Green    | G     | 26  | Houston Texans        |
| 31 marzo 2025                  | Brad Robbins      | P     | 26  | Cincinnati Bengals    |
| 17 aprile 2025                 | Tre'Davious White | CB    | 30  | Baltimore Ravens      |
| 30 aprile 2025                 | Elijah Moore      | WR    | 25  | Cleveland Browns      |

### Giocatori svincolati
| Free agent svincolati dai Bills |                        |       |     |                      |
| Data                            | Giocatore              | Ruolo | Età | Squadra 2025         |
| 26 gennaio 2025                 | Eli Ankou              | DT    | 30  | —                    |
| 26 gennaio 2025                 | Will Clapp             | C     | 29  | New Orleans Saints   |
| 26 gennaio 2025                 | Micah Hyde             | FS    | 34  | Ritirato             |
| 26 gennaio 2025                 | Kareem Jackson         | SS    | 37  | —                    |
| 26 gennaio 2025                 | Kingsley Jonathan      | DE    | 27  | Houston Texans       |
| 26 gennaio 2025                 | Tyreek Maddox-Williams | LB    | 27  | —                    |
| 26 gennaio 2025                 | Casey Toohill          | DE    | 28  | Houston Texans       |
| 14 febbraio 2025                | Tommy Doyle            | OT    | 26  | Ritirato             |
| 6 marzo 2025                    | Sam Martin             | P     | 35  | Carolina Panthers    |
| 9 marzo 2025                    | Von Miller             | LB    | 36  | —                    |
| 12 marzo 2025                   | Amari Cooper           | WR    | 30  | —                    |
| 12 marzo 2025                   | Rasul Douglas          | CB    | 30  | —                    |
| 12 marzo 2025                   | Mack Hollins           | WR    | 31  | New England Patriots |
| 12 marzo 2025                   | Quinton Jefferson      | DT    | 32  | —                    |
| 12 marzo 2025                   | Austin Johnson         | DT    | 30  | —                    |
| 12 marzo 2025                   | Quintin Morris         | TE    | 26  | —                    |
| 12 marzo 2025                   | Jordan Phillips        | DT    | 32  | —                    |
| 12 marzo 2025                   | Dawuane Smoot          | DE    | 30  | —                    |

### Scambi
| Scambi fatti dai Bills |                                                                             |                |                                                        |
| Data                   | Ottenuto                                                                    | Da             | In cambio di                                           |
| 12 marzo 2025          | Una scelta al 5º giro del Draft 2025 e una scelta al 7º giro del Draft 2026 | Dallas Cowboys | Kaiir Elam (CB) e una scelta al 6º giro del Draft 2025 |

### Scelte nel Draft 2025
| Scelte dei Bills nel Draft 2025 |        |                                  |                                  |                                  |                                      |
| Giro                            | Scelta | Giocatore                        | Ruolo                            | College                          | Note                                 |
| 1                               | 30     | Maxwell Hairston                 | CB                               | Kentucky                         |                                      |
| 2                               | 41     | T.J. Sanders                     | DT                               | South Carolina                   | da Chicago                           |
| 2                               | 56     | Scambiata con i Chicago Bears    | Scambiata con i Chicago Bears    | Scambiata con i Chicago Bears    | da Minnesota via Houston             |
| 2                               | 62     | Scambiata con i Chicago Bears    | Scambiata con i Chicago Bears    | Scambiata con i Chicago Bears    |                                      |
| 3                               | 72     | Landon Jackson                   | DE                               | Arkansas                         | da Chicago                           |
| 3                               | 94     | Scambiata con i Cleveland Browns | Scambiata con i Cleveland Browns | Scambiata con i Cleveland Browns |                                      |
| 4                               | 109    | Deone Walker                     | DT                               | Kentucky                         | da Chicago                           |
| 4                               | 132    | Scambiata con i Chicago Bears    | Scambiata con i Chicago Bears    | Scambiata con i Chicago Bears    |                                      |
| 5                               | 166    | Scambiata con i Houston Texans   | Scambiata con i Houston Texans   | Scambiata con i Houston Texans   |                                      |
| 5                               | 169    | Scambiata con i Chicago Bears    | Scambiata con i Chicago Bears    | Scambiata con i Chicago Bears    | Scelta compensatoria                 |
| 5                               | 170    | Jordan Hancock                   | CB                               | Ohio State                       | da Dallas                            |
| 5                               | 173    | Jackson Hawes                    | TE                               | Georgia Tech                     |                                      |
| 6                               | 177    | Dorian Strong                    | CB                               | Virginia Tech                    | da NY Giants                         |
| 6                               | 204    | Scambiata con i Dallas Cowboy    | Scambiata con i Dallas Cowboy    | Scambiata con i Dallas Cowboy    | da Cleveland                         |
| 6                               | 206    | Chase Lundt                      | OT                               | UConn                            |                                      |
| 7                               | 240    | Kaden Prather                    | WR                               | Maryland                         | da Minnesota via Cleveland e Chicago |
| 7                               | 246    | Scambiata con i New York Giants  | Scambiata con i New York Giants  | Scambiata con i New York Giants  |                                      |

### Undrafted free agents
| Undrafted free agent acquisiti dai Bills |       |                   |        |
| Giocatore                                | Ruolo | College           | Note   |
| Kelly Akharaiyi                          | WR    | Mississippi State | [ 21 ] |
| Stephen Gosnell                          | WR    | Virginia Tech     | [ 21 ] |
| Hal Presley                              | WR    | Baylor            | [ 21 ] |
| Keleki Latu                              | TE    | Huskies           | [ 21 ] |
| Jacob Bayer                              | C     | Arkansas State    | [ 21 ] |
| Rush Reimer                              | G     | California        | [ 21 ] |
| Wande Owens                              | S     | New Hampshire     | [ 21 ] |
| Daryl Porter Jr.                         | CB    | Miami             | [ 21 ] |
| Parish Shand                             | DE    | LSU               | [ 21 ] |
| Hayden Harris                            | DE    | Montana           | [ 21 ] |
| Devin Brandt-Epps                        | DT    | New Mexico        | [ 21 ] |

## Staff
| Staff dei Buffalo Bills |
| --- |
| Organi dirigenziali - Proprietario/CEO/presidente – Terrence Pegula - Proprietaria – Kim Pegula - General manager – Brandon Beane - Assistente general manager – Brian Gaine - Direttore del personale dei giocatori – Terrance Gray - Consulente senior del GM/operazioni del football – Jim Overdorf - Dirigente senior – Lake Dawson - Consulente del personale senior – Malik Boyd - Co-direttore degli osservatori dei professionisti – Chris Marrow - Co-direttore degli osservatori dei professionisti – Curtis Rukavina - Vice presidente dell'amministrazione del football – Kevin Meganck - Direttore delle operazioni del football – Brendan Rowe - Dirigente del personale senior – Matt Bazirgan - Direttore dell'amministrazione della squadra – Matt Worswick Capo allenatore - Sean McDermott - Assistente c.a./defensive line – Eric Washington Altri allenatori - Preparatore atletico – Eric Ciano - Assistente p.a. – Will Greenberg - Assistente p.a. – Nick Lacy - Assistente p.a. – Hal Luther - Assistente p.a. – Jason Oszvart Allenatori dell'attacco - Coordinatore offensivo – Ken Dorsey - Quarterback – Joe Brady - Assistente quarterback/gestione gara – Marc Lubick - Running back – Kelly Skipper - Wide receiver – Adam Henry - Tight end – Rob Boras - Offensive line – Aaron Kromer - Assistente attacco/offensive line – Austin Gund - Assistente attacco senior – Mike Shula - Controllo qualità attacco – Kyle Shurmur Allenatori della difesa - Assistente difesa senior – Al Holcomb - Assistente defensive line – Marcus West - Linebacker – Bobby Babich - Defensive back/coordinatore gioco sui passaggi – John Butler - Safety – Joe Danna - Controllo qualità difesa – Jaylon Finner Allenatori dello special team - Coordinatore special team – Matthew Smiley - Assistente special team – Cory Harkey |

## Roster
| Roster dei Buffalo Bills |
| --- |
| Quarterback - 17 Josh Allen - 6 Shane Buechele - 11 Mitchell Trubisky - 14 Mike White Running Back - 4 James Cook - 22 Ray Davis - -- Darrynton Evans - 41 Reggie Gilliam FB - 20 Frank Gore Jr. - 26 Ty Johnson Wide Receiver - 0 Keon Coleman - 19 K.J. Hamler - 5 Josh Palmer - -- Kaden Prather - -- Hal Presley - 1 Curtis Samuel - 10 Khalil Shakir - 80 Tyrell Shavers - -- Laviska Shenault - 89 Jalen Virgil Tight End - 84 Zach Davidson - -- Jackson Hawes - 86 Dalton Kincaid - 88 Dawson Knox - -- Keleki Latu Offensive Linemen - 70 Alec Anderson T - -- Jacob Bayer C - 79 Spencer Brown T - 67 Travis Clayton T - 73 Dion Dawkins T - 76 David Edwards G - 65 Mike Edwards T - 75 Richard Gouraige T - 68 Tylan Grable T - -- Kendrick Green G - -- Chase Lundt T - 66 Connor McGovern G - 64 O'Cyrus Torrence G - 74 Ryan Van Demark T - 62 Sedrick Van Pran-Granger C Defensive Linemen - 90 DeWayne Carter DT - 57 A.J. Epenesa DE - -- Hayden Harris DE - -- Landon Jackson DE - 92 DaQuan Jones DT - 93 Zion Logue DT - -- Larry Ogunjobi DT - 91 Ed Oliver DT - -- T.J. Sanders DT - 50 Gregory Rousseau DE - 56 Javon Solomon DE - -- Deone Walker DT Linebacker - 44 Joe Andreessen MLB - 43 Terrel Bernard MLB - -- Joey Bosa OLB - 58 Matt Milano OLB - 54 Baylon Spector OLB - 48 Edefuan Ulofoshio MLB - 42 Dorian Williams OLB Defensive Back - 47 Christian Benford CB - 24 Cole Bishop FS - 29 Brandon Codrington CB - 33 Te'Cory Couch CB - -- Darrick Forrest S - 31 Maxwell Hairston CB - 3 Damar Hamlin FS - -- Jordan Hancock CB - 25 Daequan Hardy CB - 46 Ja'Marcus Ingram CB - -- Dane Jackson CB - 7 Taron Johnson CB - 39 Cam Lewis CB - 9 Taylor Rapp SS - -- Dorian Strong CB - 27 Tre'Davious White CB Special Team - 2 Tyler Bass K - -- Jake Camarda P - 69 Reid Ferguson LS - -- Brad Robbins P Roster aggiornato al 27 aprile 2025 80 attivi, 0 inattivi, 0 nella squadra di allenamento |
| Legenda - I rookie sono in corsivo. - Il primo ruolo è il principale mentre gli eventuali successivi indicano i ruoli secondari. - (IR) sta per Injured Reserve ed indica la lista ristretta per un solo giocatore infortunato che può tornare ad allenarsi dopo la settimana 6 e a rientrare in prima squadra dopo che questa ha giocato 8 partite. - (NF-Inj.) / (NF-Ill.) stanno rispettivamente per Non-Football Injured e Non-Football Illness ed indicano le liste dove viene inserito un giocatore che ha un infortunio o una malattia non dipendente dal football americano. - (PUP) sta per Physically Unable to Perform ed indica la lista dove viene inserito un giocatore mentre è in attesa di recuperare la condizione fisica. Nella stagione regolare dopo la sesta partita giocata dalla propria squadra, il giocatore ha tempo tre settimane per riprendere ad allenarsi, più tre settimane aggiuntive dal suo rientro agli allenamenti per rientrare in prima squadra. |

## Precampionato
Il 20 maggio 2025 furono annunciate le gare del precampionato.
| Precampionato |           |           |                        |           |        |                       |               |         |
| Settimana     | Data      | Ora (ET)  | Avversario             | Risultato | Record | Stadio                | TV            | Sintesi |
| 1             | 9 agosto  | 1:00 p.m. | New York Giants        | S 25-34   | 0-1    | Highmark Stadium      | WIVB-TV (CBS) | Sintesi |
| 2             | 17 agosto | 8:00 p.m. | @ Chicago Bears        | S 0-38    | 0-2    | Soldier Field         | Fox           | Sintesi |
| 3             | 23 agosto | 7:30 p.m. | @ Tampa Bay Buccaneers | -         | -      | Raymond James Stadium | WIVB-TV (CBS) | -       |

## Stagione regolare

### Calendario
Il calendario della stagione regolare fu reso noto il 14 maggio 2025.
| Stagione regolare |                    |                    |                          |                    |                    |                         |                    |                    |
| Settimana         | Data               | Ora (ET)           | Avversario               | Risultato          | Record             | Stadio                  | TV                 | Sintesi            |
| 1                 | 7 settembre        | 8:20 p.m.          | Baltimore Ravens (S)     | -                  | -                  | Highmark Stadium        | NBC                | -                  |
| 2                 | 14 settembre       | 1:00 p.m.          | @ New York Jets          | -                  | -                  | MetLife Stadium         | CBS                | -                  |
| 3                 | 18 settembre       | 8:15 p.m.          | Miami Dolphins (T)       | -                  | -                  | Highmark Stadium        | Prime Video        | -                  |
| 4                 | 28 settembre       | 1:00 p.m.          | New Orleans Saints       | -                  | -                  | Highmark Stadium        | CBS                | -                  |
| 5                 | 5 ottobre          | 8:20 p.m.          | New England Patriots (S) | -                  | -                  | Highmark Stadium        | NBC                | -                  |
| 6                 | 13 ottobre         | 7:15 p.m.          | @ Atlanta Falcons (M)    | -                  | -                  | Mercedes-Benz Stadium   | ESPN               | -                  |
| 7                 | Settimana di pausa | Settimana di pausa | Settimana di pausa       | Settimana di pausa | Settimana di pausa | Settimana di pausa      | Settimana di pausa | Settimana di pausa |
| 8                 | 26 ottobre         | 1:00 p.m.          | @ Carolina Panthers      | -                  | -                  | Bank of America Stadium | Fox                | -                  |
| 9                 | 2 novembre         | 4:25 p.m.          | Kansas City Chiefs       | -                  | -                  | Highmark Stadium        | CBS                | -                  |
| 10                | 9 novembre         | 1:00 p.m.          | @ Miami Dolphins         | -                  | -                  | Hard Rock Stadium       | CBS                | -                  |
| 11                | 16 novembre        | 1:00 p.m.          | Tampa Bay Buccaneers     | -                  | -                  | Highmark Stadium        | CBS                | -                  |
| 12                | 20 novembre        | 8:15 p.m.          | @ Houston Texans (T)     | -                  | -                  | NRG Stadium             | Prime Video        | -                  |
| 13                | 30 novembre        | 4:25 p.m.          | @ Pittsburgh Steelers    | -                  | -                  | Acrisure Stadium        | CBS                | -                  |
| 14                | 7 dicembre         | 4:25 p.m.          | Cincinnati Bengals       | -                  | -                  | Highmark Stadium        | Fox                | -                  |
| 15                | 14 dicembre        | 1:00 p.m.          | @ New England Patriots   | -                  | -                  | Gillette Stadium        | CBS                | -                  |
| 16                | 21 dicembre        | 1:00 p.m.          | @ Cleveland Browns       | -                  | -                  | Huntington Bank Field   | CBS                | -                  |
| 17                | 28 dicembre        | 4:25 p.m.          | Philadelphia Eagles      | -                  | -                  | Highmark Stadium        | Fox                | -                  |
| 18                | 4 gennaio          | Da def.            | New York Jets            | -                  | -                  | Highmark Stadium        | Da def.            | -                  |

Note:
- Gli avversari della propria division sono in grassetto.
- Il simbolo "@" indica una partita giocata in trasferta.
- (M) indica il Monday Night Football, (T) il Thursday Night Football e (S) il Sunday Night Football.
- Dall'undicesimo al diciassettesimo turno si adotta una programmazione flessibile: le partite del Sunday Night Football, del Monday Night Football e del Thursday Night Football sono programmate in via provvisoria e sono eventualmente soggette a modifiche.
- Data e orario della gara del diciottesimo turno saranno stabilite dopo lo svolgimento del diciassettesimo turno.